# San Diego Toros 1968
Questa pagina raccoglie i dati riguardanti i San Diego Toros nelle competizioni ufficiali della stagione 1968.

## Stagione
La squadra, originatasi dallo spostamento della franchigia dei Los Angeles Toros a San Diego, venne allenata dalla coppia  George Curtis e Ángel Papadópulos. 
La rosa venne integrata da una nutrita colonia di giocatori messicani o formatasi in Messico, oltre che dal due volte campione del mondo Vavá e alcuni giocatori inglesi come Ray Freeman e Hugh Pratt, provenienti dal precedente club allenato da Curtis, lo Stevenage Town.
La squadra, dopo aver vinto la propria Division, raggiunse la finale della NASL perdendola contro gli Atlanta Chiefs.

## Organigramma societario
Area direttiva
- Direttore pubbliche relazioni: Ron Beagley
- General Manager: Julian Kaufman
- Direttore promozione: Bob Sexton

Area tecnica
- Allenatori: George Curtis e Ángel Papadópulos
- Preparatore: Chuck Ziober

## Rosa
| N. |                        | Ruolo | Calciatore           |
| -- | ---------------------- | ----- | -------------------- |
| 1  | Jugoslavia (bandiera)  | P     | Blagoja Vidinić      |
| 2  | Jugoslavia (bandiera)  | D     | Miroslav Milovanović |
| 3  | Jugoslavia (bandiera)  | D     | Novak Tomić          |
| 4  | Messico (bandiera)     | C     | Severo de Sales      |
| 5  | Inghilterra (bandiera) | C     | Ray Freeman          |
| 6  | Inghilterra (bandiera) | D     | Ronald Crisp         |
| 7  | Messico (bandiera)     | A     | José Lopez           |
| 8  | Jugoslavia (bandiera)  | A     | Mihalj Mesaroš       |
| 9  | Uruguay (bandiera)     | A     | Cirilio Fernandez    |
| 10 | Brasile (bandiera)     | A     | Vavá                 |
| 11 | Messico (bandiera)     | A     | Alberto Baeza        |
| 12 | Argentina (bandiera)   | P     | Ataúlfo Sánchez      |

| N. |                        | Ruolo | Calciatore       |
| -- | ---------------------- | ----- | ---------------- |
| 13 | Brasile (bandiera)     | A     | Eli Durante      |
| 14 | Messico (bandiera)     | A     | Felipe Orta      |
| 15 | Messico (bandiera)     | P     | Humberto Arrieta |
| 16 | Inghilterra (bandiera) | D     | Hugh Pratt       |
| 17 | Germania (bandiera)    | A     | Gerd Ziemann     |
| 18 | Messico (bandiera)     | D     | Ricardo Munguía  |
| 19 | Inghilterra (bandiera) | D     | Henry Hill       |
| 20 | Messico (bandiera)     | A     | Rubén Muñoz      |
| 21 | Messico (bandiera)     | A     | Guillermo Guzmán |
| 22 | Brasile (bandiera)     | A     | Enos Pereira     |
| 23 | Uruguay (bandiera)     | C     | Ruben Filomeno   |
|    | Malta (bandiera)       | C     | Charles Williams |